# Alexandra von Schwerin
Alexandra Gräfin von Schwerin (* 1962 in Stuttgart) ist eine deutsche Schauspielerin und Hörspielsprecherin.

## Leben
Nach einer Ausbildung an der Hochschule der Künste in Berlin (1984 bis 1988) folgten Stationen am Burgtheater in Wien, am Schauspiel in Frankfurt, am Schauspiel in Bonn, am Staatstheater in Darmstadt und am Staatstheater Stuttgart. Alexandra von Schwerin hatte auch Engagements an der Oper in Brüssel, der Opéra National in Lyon und der Opéra du Rhin in Straßburg. Im Jahr 1995 erhielt sie von der Theaterzeitschrift Theater heute zwei Nominierungen als beste Nachwuchsschauspielerin. Sie ist weiterhin als Schauspiellehrerin an einer privaten Schauspielschule tätig.
Alexandra von Schwerin wirkte auch in verschiedenen Film- und Fernsehproduktionen mit. Darunter befanden sich die Fernsehfilme von Stephan Wagner Der Stich des Skorpion mit Jörg Schüttauf, Martina Gedeck und Matthias Brandt und In Sachen Kaminski mit Juliane Köhler, Matthias Brandt und Anneke Kim Sarnau. Zudem war sie als Darstellerin in Fernsehserien wie R. I. S. – Die Sprache der Toten, SOKO Wismar, SOKO Köln, Notruf Hafenkante, Der Elefant – Mord verjährt nie und der Der Staatsanwalt zu sehen. In der Serie Danni Lowinski mit Annette Frier verkörperte sie die Leiterin der Einkaufspassage Katja Bose. In dem Fernsehfilm Das erste Opfer aus der Fernsehreihe Tatort spielte sie im Jahr 2011 die Rolle der Witwe Karin Börner.
Alexandra von Schwerin arbeitete zudem als Sprecherin in zahlreichen Hörspielen mit. In der Adaption der Novelle Der seltsame Fall des Dr. Jekyll und Mr. Hyde von Robert Louis Stevenson war sie 1997 neben Matthias Fuchs, Horst Bollmann und Michael Habeck zu hören.

## Filmografie (Auswahl)
- 1993: Manfred (Kurzfilm)
- 2002: Der Freund von früher (Fernsehfilm)
- 2004: Die Quittung (Fernsehfilm)
- 2004: Der Stich des Skorpion (Fernsehfilm)
- 2004, 2012: Stromberg (Fernsehserie, 2 Folgen)
- 2005: In Sachen Kaminski (Fernsehfilm)
- 2005: Tatort: Schürfwunden (Fernsehreihe)
- 2005: Der Elefant – Mord verjährt nie (Fernsehserie, Folge Der Duft der Angst)
- 2005: Tatort: Der Frauenflüsterer (Fernsehreihe)
- 2006: Unter der Sonne
- 2006: Wilsberg – Callgirls (Fernsehreihe)
- 2006: Allein gegen die Angst
- 2006–2025: SOKO Köln (Fernsehserie, 4 Folgen, verschiedene Rollen)
- 2006: Die Familienanwältin (Fernsehserie, Folge 1x03 Hunger)
- 2006: Die Sitte (Fernsehserie, Folge 3x03 Die Unwiderstehliche)
- 2007: R. I. S. – Die Sprache der Toten (Fernsehserie, Folge 1x04 Vermisst)
- 2007: Tatort: Die Blume des Bösen (Fernsehreihe)
- 2007–2008: Im Namen des Gesetzes (Fernsehserie, 3 Folgen, verschiedene Rollen)
- 2008: Unschuldig (Fernsehserie, Folge 10 Maskenball)
- 2008: Die Anwälte (Fernsehserie, Folge 2 Glauben)
- 2009: Herzog (Fernsehserie, Folge 9 Der Lack ist ab)
- 2009: Rennschwein Rudi Rüssel (Fernsehserie, Folge 2x02 Rudi geht zur Schule)
- 2010: Notruf Hafenkante (Fernsehserie, Folge 4x19 Wehrlos)
- 2010: Stolberg (Fernsehserie, Folge 7x04 Das Mädchen und sein Mörder)
- 2010: Unter dir die Stadt
- 2010: Die letzten 30 Jahre (Fernsehfilm)
- 2010–2014: Danni Lowinski (Fernsehserie, 21 Folgen)
- 2011: SOKO Wismar (Fernsehserie, Folge 7x15 Muttertag)
- 2011: Der letzte Bulle (Fernsehserie, Folge 2x02 Tod eines Strippers)
- 2011: Alarm für Cobra 11 – Die Autobahnpolizei (Fernsehserie, Folge 29x05 In der Schusslinie)
- 2011: Tatort: Das erste Opfer (Fernsehreihe)
- 2011: Ein Fall für zwei (Fernsehserie, Folge 31x04 Der Fall Matula)
- 2012: Der Staatsanwalt (Fernsehserie, Folge 7x02 Mord am Rhein)
- 2012: Heiter bis tödlich: Henker & Richter (Fernsehserie, Folge 11 Abführmittel)
- 2013: Inga Lindström – Der schwarze Schwan (Fernsehreihe)
- 2013: Wilsberg – Hengstparade (Fernsehreihe)
- 2013: Blutgeld (Fernsehfilm)
- 2013: Herzensbrecher – Vater von vier Söhnen (Fernsehserie, Folge 1x03 Wunder)
- 2013: Der Weihnachtskrieg
- 2013: Nichts mehr wie vorher
- 2014: Alleine war gestern (Fernsehfilm)
- 2014: Der Knastarzt (Fernsehserie, Folgen 1x05–1x06)
- 2014: Tatort: Im Schmerz geboren (Fernsehreihe)
- 2015: Der Lehrer (Fernsehserie, Folge 3x08 Ich glaub', Du bist hier das Problemkind)
- 2016: Wilsberg – Mord und Beton (Fernsehreihe)
- 2016: Böse Wetter – Das Geheimnis der Vergangenheit
- 2016: Heldt (Fernsehserie, Folge 4x11 Kalter Hund)
- 2016–2019: Phoenixsee (Fernsehserie 12 Folgen)
- 2017–2020: Professor T. (Fernsehserie)
- 2018: Tatort: Bausünden
- 2018: Chaos-Queens – Lügen, die von Herzen kommen
- 2018: In aller Freundschaft – Die jungen Ärzte (Fernsehserie, Folge Auferstanden)
- 2019: Helen Dorn – Nach dem Sturm
- 2020: Helen Dorn: Atemlos (Fernsehreihe)
- 2022: Tatort: Tyrannenmord
- 2022: Du sollst hören
- 2022: Rosamunde Pilcher: Hochzeitstag
- 2022: In aller Freundschaft (Fernsehserie, Folge Augenblicke)
- 2023: Die Füchsin: Alte Sünden
- 2023: Merz gegen Merz – Hochzeiten
- 2023: Briefe aus dem Jenseits
- 2024: Rosamunde Pilcher: Verliebt in einen Butler
- 2025: In aller Freundschaft – Die jungen Ärzte (Fernsehserie, Folge Zehn)
- 2025: Frühling: Ich such dich!
- 2025: Der Bergdoktor (Fernsehserie, Folge Herzschmerzen)

## Hörspiele (Auswahl)
- 1991: Open art
- 1996: Nichts zu verlieren
- 1996: Rot wie Snowies Augen
- 1996: Und zum Schluß ein Wolkenbruch
- 1996: Highway zum Horror
- 1997: Die Fee mit dem Schießgewehr (zwei Teile)
- 1997: Des Mauren letzter Seufzer (vier Teile)
- 1997: Ein Zug. Eines Nachts
- 1997: Grenzgang
- 1997: Zeitmaschine für Neanderthaler
- 1997: Dr. Jekyll und Mr. Hyde (zwei Teile)
- 1998: Die Nacht der wilden Erdbeeren
- 1998: Schattenbilder (zwei Teile)
- 1998: Oden an die Zukunftsseelen – Die schwärmerische Lyrik der Kaiserin Elisabeth
- 1998: Der Professor am Scheidewege
- 2000: Valparaiso
- 2000: Mundtot
- 2007: Wahlkrieg
- 2007: Das neue Leben (2. Teil aus „Arrivederci amore, ciao“)
- 2007: Regentage
- 2008: Geschichten für den kranken Liebling (sechs Teile)
- 2008: Das Echo der Erinnerung (zwei Teile)
- 2009: Offene Rechnung
- 2013: Die Nokia–Karawane (Radio-Feature)